# Rothschildia jacobaeae
Rothschildia jacobaeae este o specie de molie din familia Saturniidae. Este endemică din Argentina.

## Descriere
Are o anvergură de 80–100 mm. 
Larvele au ca principală sursă de hrană  Fraxinus, Ligustrum vulgare și Ligustrum sinense.